# Anisota manitobensis
Espèce
Anisota manitobensis est une espèce de lépidoptères appartenant à la famille des Saturniidae.
Selon certains auteurs, il pourrait s'agir d'une variété locale de Anisota stigma.